# Hillary Klug
Hillary Klug (* 22. September 1992 in Fayetteville, Tennessee), auch bekannt als die „Dancing Fiddler“, ist eine Musikerin, die in ihren künstlerischen Darbietungen Fideln, Singen und Clogging verbindet.

## Leben
Hillary Klug wurde als Tochter des Zimmermanns Mike Klug und der Altenpflegerin Nancy geboren. Sie wuchs als jüngstes von drei Geschwistern auf, die alle von ihrer Mutter zu Hause unterrichtet wurden. Mit acht Jahren nahm sie an einem Clog-Tanzkurs teil. Mit 13 Jahren begann sie, Geige zu spielen. Sie wuchs in ihrem Heimatort auf bis sie 18 Jahre alt war und lebte dann rund sieben Jahre in Lynchburg, Virginia.
Sie erhielt zahlreiche Auszeichnungen, darunter den „National Buck Dancing Champion“, den sie 2013 beim Uncle Dave Macon Days Old-Time Music Festival in Murfreesboro errang.
In dem britischen Spielfilm Wild Rose (2018) von Tom Harper trat sie als Musikerin auf.
2023 unternahm sie eine Tournee durch Großbritannien.
Gegenwärtig (Stand 9. Dezember 2024) wohnt sie in Nashville.

## Privates
Klug ist mit Evan Winsor verheiratet.